# 安福寺镇
安福寺镇，是中华人民共和国湖北省宜昌市枝江市下辖的一个乡镇级行政单位。

## 行政区划
安福寺镇下辖以下地区：
安福寺社区、瑶华场社区、紫荆岭社区、刘家冲村、邹家冲村、七里冲村、胡家畈村、横溪河村、蔡家嘴村、秦家榜村、桑树河村、白杨冲村、书院坝村、灵芝山村、徐家嘴村、罐头嘴村、三藏寺村、火山口村、胡家嘴村、江家坡村、廖家林村、野鸭湾村、杨家店村、吴家门村、紫荆岭村、上柏坪村、金狮湖村和峰山岗村。

## 交通
- 焦柳铁路：安福寺站